# I liga polska w hokeju na lodzie (1974/1975)
20. sezon I ligi polskiej w hokeju na lodzie rozegrany został na przełomie 1974 i 1975 roku. Był to 39. sezon rozgrywek o Mistrzostwo Polski w hokeju na lodzie.
Sezon rozpoczęto dwumeczami 21–22 września 1974. Na zakończenie I rundy w dniach 23–24 listopada 1974 doszło w Katowicach do dwumeczu na szczycie tabeli Baildon – Podhale, w których padły wyniki 1:5 i 5:2, w związku z czym drużyna katowicka zajęła pierwsze miejsce na półmetku sezonu. W trakcie II rundy zespół katowicki nadal przewodził w tabeli, mając już nawet 7 punktów przewagi nad nowotarżanami, po czym Podhale odrabiało straty do rywali i na dwa mecze przed końcem zmniejszyło stratę do dwóch punktów
Ostatni dwumecz sezonu, stanowiący jednocześnie bezpośrednie starciu decydujące o tytule mistrzowskim, Podhale – Baildon zaplanowano na dni 4 i 5 marca 1975 w Nowym Targu, do meczów wyznaczono parę warszawskich sędziów Wojciech Szczepek i Zbigniew Chojnacki, zaś organizatorzy spodziewali się nadkompletu publiczności w liczbie ok. 7 tys., przy czym podjęli decyzję o niewpuszczaniu widownię dzieci w wieku do lat 10. W tych meczach Podhale zwyciężyło dwukrotnie 8:6 i 7:3. Tym samym nowotarski klub zdobył mistrzostwo Polski – był to 7. tytuł mistrzowski w historii klubu.
Należy nadmienić, iż po pierwszym spotkaniu opisanego ostatniego dwumeczu sezonu zarówno Podhale, jak i Baildon posiadały w dorobku po 54 punkty. W razie remisu w ostatnim spotkaniu i równej liczbie punktów władze PZHL zapowiedziały rozegranie dodatkowego meczu pomiędzy tymi zespołami 8 marca 1975 w Warszawie.

## Tabela
| Lp. | Zespół             | M  | Pkt | W  | R | P  | G+  | G–  | +/−  |
| --- | ------------------ | -- | --- | -- | - | -- | --- | --- | ---- |
| 1   | Podhale Nowy Targ  | 36 | 56  | 27 | 2 | 7  | 250 | 120 | +130 |
| 2   | Baildon Katowice   | 36 | 54  | 26 | 2 | 8  | 191 | 116 | +75  |
| 3   | GKS Katowice       | 36 | 51  | 23 | 5 | 8  | 159 | 98  | +61  |
| 4   | Naprzód Janów      | 36 | 48  | 22 | 4 | 10 | 163 | 99  | +64  |
| 5   | Polonia Bydgoszcz  | 36 | 40  | 18 | 4 | 14 | 151 | 157 | -6   |
| 6   | ŁKS Łódź           | 36 | 31  | 11 | 9 | 16 | 85  | 124 | -39  |
| 7   | Legia Warszawa     | 36 | 26  | 10 | 6 | 20 | 150 | 202 | -52  |
| 8   | Zagłębie Sosnowiec | 36 | 25  | 10 | 5 | 21 | 102 | 150 | -48  |
| 9   | Pomorzanin Toruń   | 36 | 24  | 10 | 4 | 22 | 116 | 151 | -35  |
| 10  | Unia Oświęcim      | 36 | 5   | 2  | 1 | 33 | 92  | 241 | -149 |

## Decydujący dwumecz
| 1975-03-04 | Podhale Nowy Targ | 8:6 | Baildon Katowice | Miejska Hala Lodowa, Nowy Targ |

| Godzina: 19:00 | 1:0 Mrugała (I) 1:0 Mieczysław Jaskierski – '10 (II) 3:1 Stefan Chowaniec (IV) 4:1 Józef Batkiewicz (V) 5:1 Mieczysław Jaskierski – '28 (VI) 6:1 Andrzej Iskrzycki (VII) 7:2 Leszek Kokoszka (IX) 8:5 Mieczysław Jaskierski (XIII) | (2:1, 5:3, 1:2) | '16 – 2:1 Jan Tomanek (III) 6:2 Wiesław Jobczyk (VIII) 7:3 Jan Piecko (X) 7:4 Tadeusz Obłój (XI) 7:5 Wiesław Jobczyk lub Eugeniusz Mateja (XII) 8:6 Tadeusz Obłój (XIV) | Sędzia główny: Wojciech Szczepek Sędziowie liniowi: Zbigniew Chojnacki |
| Godzina: 19:00 | ? min. |                 | ? min. | Sędzia główny: Wojciech Szczepek Sędziowie liniowi: Zbigniew Chojnacki |

Wobec braku dostatecznych danych dotyczących czasu zdobycia wszystkich goli w pierwszym meczu, przy każdej bramce wskazano cyframi rzymskimi kolejność zdobytego gola w spotkaniu.
| 1975-03-05 | Podhale Nowy Targ | 7:2 | Baildon Katowice | Miejska Hala Lodowa, Nowy Targ |

| Godzina: 19:00 | Stanisław Klocek '10 Kazimierz Zgierski '10 Andrzej Iskrzycki '14 Leszek Kokoszka '18 Mrugała '23 Józef Słowakiewicz '32 Kazimierz Zgierski '55 | (4:0, 2:2, 1:0) | '26 Kondziołka '37 Kondziołka                  | Sędzia główny: Wojciech Szczepek Sędziowie liniowi: Zbigniew Chojnacki |
| Godzina: 19:00 | ? min. |                 | ? min., kara meczu: Eugeniusz Mateja w 23 min. | Sędzia główny: Wojciech Szczepek Sędziowie liniowi: Zbigniew Chojnacki |

## Nagrody
- Królem strzelców sezonu został Tadeusz Obłój (Baildon), który zdobył 39 goli i otrzymał Puchar „Przeglądu Sportowego”[14].
- Nagrodę „Złoty Kija” za sezon otrzymał Andrzej Tkacz (GKS Katowice).

## Skład Mistrza Polski
Podhale Nowy Targ: Tadeusz Słowakiewicz, Stanisław Dąbrowski, Franciszek Klocek, Andrzej Janczy, Andrzej Słowakiewicz, Andrzej Nowak, Andrzej Iskrzycki, Kazimierz Zgierski, Stefan Chowaniec, Walenty Ziętara, Mieczysław Jaskierski, Józef Batkiewicz, Leszek Kokoszka, Stanisław Klocek, Józef Słowakiewicz, Mrugała, Andrzej Rokicki, Tadeusz Bełtowski, Tadeusz Kacik